# BMC Records
BMC Records ist das Plattenlabel des Budapest Music Center, das der Posaunist László Gőz 1996 als Musikinformationszentrum und Veranstaltungsforum in Budapest gründete.

## Geschichte
Das Label BMC Records wurde 1998 gegründet; der Katalog hat inzwischen 200 Veröffentlichungen überschritten. Es veröffentlichte zunächst ungarische Künstler aus den Bereichen der zeitgenössischen klassischen Musik und des Jazz. Werke von Béla Bartók, György Ligeti, György Kurtág, László Vidovszky, Peter Eötvös oder anderer Komponisten wurden von Interpreten wie Pierre-Laurent Aimard, Adrienne Krausz, Gábor Csalog oder dem Ensemble Modern eingespielt.
Im Bereich des Jazz ist neben das Repertoire von Mihály Dresch, Elemér Balázs, Gábor Gadó, Jazz+Az, György Szabados, Béla Szakcsi Lakatos, Gábor Winand oder Mihály Borbély auch das von Hans Lüdemann, Archie Shepp, Daniel Erdmann, Aki Takase,  Michiel Braam und Joachim Kühn getreten.
Im Laufe der Jahre konnte BMC Records für eine Reihe ungarischer Künstler die internationale Anerkennung fördern und eine erfolgreiche Zusammenarbeit zwischen ungarischen und internationalen Musikern z. B. von Miklós Lukács und Michael Schiefel initiieren. Der Labelmanager ist Bognár Tamás.